# Manasseh Ishiaku
Manasseh Ishiaku (nascut el 9 de gener de 1983 en Port Harcourt, Rivers State) és un futbolista nigerià que actualment juga de davanter pel 1. FC Köln.